# Associazione comunità Papa Giovanni XXIII
L'Associazione Comunità Papa Giovanni XXIII è un'associazione cattolica con sede in Italia, fondata da don Oreste Benzi negli anni sessanta del XX secolo, che si rivolge a varie forme di disagio sociale come la devianza adolescenziale, l'handicap, la prostituzione e la povertà.

## Storia
L'idea di creare la Comunità scaturisce dall'esperienza del suo fondatore, presbitero e insegnante di religione cattolica, come Assistente diocesano della Gioventù Italiana di Azione Cattolica, in particolare fra i ragazzi pre-adolescenti. In questo periodo aveva ideato un metodo da lui definito "un incontro simpatico con Cristo" basato su attività ricreative e soggiorni estivi legati alla catechesi. Quando, nel 1968, incontrò i giovani rinchiusi in un istituto per disabili decise che anch'essi avevano diritto al loro "incontro simpatico" e decise di organizzare per loro un soggiorno in montagna. Riuscì nell'intento coinvolgendo un gruppo di suoi ex-alunni del liceo, i quali poi decisero con lui di proseguire la vita insieme ai ragazzi che avevano conosciuto. In questo modo mosse i primi passi la Comunità, che ottenne il riconoscimento della personalità giuridica come associazione da parte dello Stato italiano il 5 luglio 1972.
Il 3 luglio 1973 nasce a Coriano (RN) la prima casa-famiglia dell'Associazione destinata ad accogliere disabili e persone in stato di emarginazione. In seguito l'azione si estende ad altri settori del disagio sociale. Di particolare rilievo la scelta, effettuata nel 1982, di allargare l'ambito operativo oltre i confini nazionali aprendo missioni all'estero.
Il 25 maggio 1983 l'Associazione viene riconosciuta come "aggregazione ecclesiale" da parte del vescovo della diocesi di Rimini, mons. Giovanni Locatelli.
Il 7 ottobre 1998 il Pontificio consiglio per i laici riconosce l'Associazione come Associazione internazionale privata di fedeli di diritto pontificio (riconoscimento n.1675/98), confermato nel riconoscimento n.807/04.
A seguito della morte di Oreste Benzi la carica di responsabile generale è stata assunta da Giovanni Paolo Ramonda, eletto dall'assemblea dei delegati il 13 gennaio 2008. Al termine del mandato di sei anni, è stato riconfermato il 1º giugno 2014.

## Vocazione specifica
Lo statuto dell'associazione ne esprime la vocazione specifica:
I membri dell'associazione vivono tale vocazione condividendo la vita dei poveri e più in generale degli ultimi, vivendo una vita da poveri, in spirito di obbedienza e di preghiera, vivendo la fraternità secondo il Vangelo.

## Strutture e progetti
L'impegno dell'associazione ha dato vita a molteplici opere. In particolare in Italia:
- 204 case-famiglia, la realtà più tipica e nota della Comunità Papa Giovanni XXIII. Nel 1973 don Oreste Benzi istituì a Coriano, sulle colline di Rimini, la prima casa-famiglia, oggi riconosciuta con le sue peculiarità e definita "Casa Famiglia Multiutenza Complementare" dalle normative di diverse regioni (Piemonte, Emilia-Romagna, Liguria, Marche, Lazio, Toscana): si trattava in quegli anni della prima esperienza in Italia di comunità famigliare con sede in una civile abitazione.[senza fonte]
- 32 Famiglie Aperte: famiglie che hanno aperto la propria abitazione all'accoglienza di chi ha bisogno
- 62 Case di Accoglienza/Pronta Accoglienza: strutture che offrono accoglienza emergenziale a chi si trova senza un tetto
- 9 case di preghiera: case di accoglienza in cui vengono offerti agli ospiti momenti stabili di preghiera e riflessione e, per chi volesse, periodi di vita eremitica.
- 15 case di fraternità: dove si sperimenta uno stile di vita comunitario e fraterno, aperti anche all'accoglienza di chi è nel bisogno.
- 13 cooperative sociali: che gestiscono sia attività educative che imprese produttive integrate nelle quali vengono inserite persone svantaggiate (persone con disabilità, ex-carcerati, tossicodipendenti). L'Associazione e le cooperative promosse, animate e sostenute hanno dato vita al Consorzio Condividere Papa Giovanni XXIII.
- 6 centri diurni: per sviluppare e valorizzare le capacità specifiche di persone con gravi handicap.
- 22 comunità terapeutiche con sede in Emilia-Romagna, Lombardia, Piemonte, Veneto: per il recupero dei tossicodipendenti attraverso percorsi differenziati e personalizzati.

L'Associazione porta avanti anche l'esperienza delle Capanne di Betlemme, dove si offre un'accoglienza a quei poveri che non hanno il coraggio di chiedere aiuto, andando a cercarli dove si trovano.
Inoltre favorisce forme di condivisione varie, con minori adolescenti e giovani in condizioni di disagio, persone con handicap, detenuti, zingari, tossicodipendenti, etilisti, persone senza fissa dimora, immigrati, anziani, malati di AIDS, madri in difficoltà, donne costrette a prostituirsi.
Ai membri si richiede di impegnarsi nella professione, nella scuola, nell'azione sociale e politica per promuovere nuovi modelli di organizzazione economica e sociale, rimuovendo le cause che producono emarginazione.
L'associazione vive l'impegno per la pace attraverso la promozione e il sostegno all'obiezione di coscienza e varie iniziative di sensibilizzazione. In particolare l'Operazione Colomba organizza una presenza non violenta nei fronti contrapposti delle zone di guerra per "gettare ponti e lenire le ferite".
L'associazione vive anche un'azione missionaria attraverso la condivisione con gli ultimi e la promozione di progetti multisettoriali per l'autosviluppo nei Paesi poveri.
L'Associazione porta avanti anche un'attività editoriale (Sempre Editore) con la pubblicazione di vari strumenti divulgativi e attraverso il mensile Sempre.
A livello culturale l'iniziativa Suoni fuori le Mura promuove, attraverso percorsi artistici culturali alternativi, progetti in musica che permettono di fare musica a chi non potrebbe con le proprie forze. Inoltre, musica e teatro stessi vengono considerati come ambiti privilegiati di espressione e di conoscenza (significative in tal senso le esperienze realizzate nel catanese, a Rimini, a Bologna).
Attraverso l'ambito audiovisivi ha promosso la realizzazione del film Solo cose belle sulla vita delle Case-famiglia

## Diffusione
L'associazione è presente in 36 Paesi del mondo, oltre all'Italia, con più di 500 fra case-famiglia e centri di accoglienza.
I Paesi sono:

Argentina, Brasile, Venezuela, Bolivia, Cile, Colombia, Haiti, Stati Uniti, Sierra Leone, Camerun, Kenya, Tanzania, Zambia, Burundi, Australia, Cina, Sri Lanka, Bangladesh, India, Iraq, Israele/Palestina, Nepal, Georgia, Albania/Kosovo, Grecia, Russia, Francia, Croazia, Moldavia, Romania, Paesi Bassi, Spagna, San Marino, Germania, Portogallo, Regno Unito.
È inoltre presente a Ginevra in Svizzera in modo stabile dall'aprile 2009, conseguentemente all'accreditamento ricevuto nel luglio 2006 all'ECOSOC, uno dei 6 organi in cui si snoda l'ONU.

## Risultati
Secondo i dati forniti dall'Associazione stessa, al 31 dicembre 2014, le strutture di accoglienza rientranti nella disciplina delle ONLUS presenti sul territorio italiano (case famiglia, case di pronta accoglienza per adulti e per minori, case di preghiera e accoglienza, case di fraternità e accoglienza, famiglie aperte) risultavano essere 355. In tutto il mondo, le strutture dell'Associazione sono in totale 459.
Considerando tutte le realtà di accoglienza censite, nel 2014 sono state accolte più di 3000 persone, fra cui 569 minori con disagio familiare, 456 con handicap psichico e/o fisico, 184 persone in stato di emarginazione.
Oltre 1000 adolescenti e giovani partecipano ogni anno alle esperienze di vita proposte dall'Associazione, principalmente incentrate sui campi di condivisione con persone svantaggiate e disabili, anche all'estero (Romania).
Globalmente, nei centri di vario titolo e specie che l'Associazione gestisce, mediamente ogni giorno 41.000 persone usufruiscono delle mense dell'Associazione. Tra i progetti più importanti, sono circa 850 i ragazzi di strada che hanno trovato accoglienza in Bolivia e 18.000 le persone affette dall'AIDS aiutate dal "Progetto Rainbow" tra Zambia, Tanzania e Kenya.